# الیکایی توکایی
الیکایی توکایی، توکا-الیکایی یا زلدونیا (نام علمی: Zeledonia coronata) گونه‌ای از نُه پرنده آوازخوان اولیه است که بومی کاستاریکا و غرب پاناما است. این گونه برای اولین بار توسط رابرت ریدگوی در سال 1907 که الیکایی بود و نه یک توکا (و بی‌ارتباط با هر دو)، توصیف شد، دارای دم کوتاه، بال‌های گرد و قلم پای (تارسی) کشیده است.

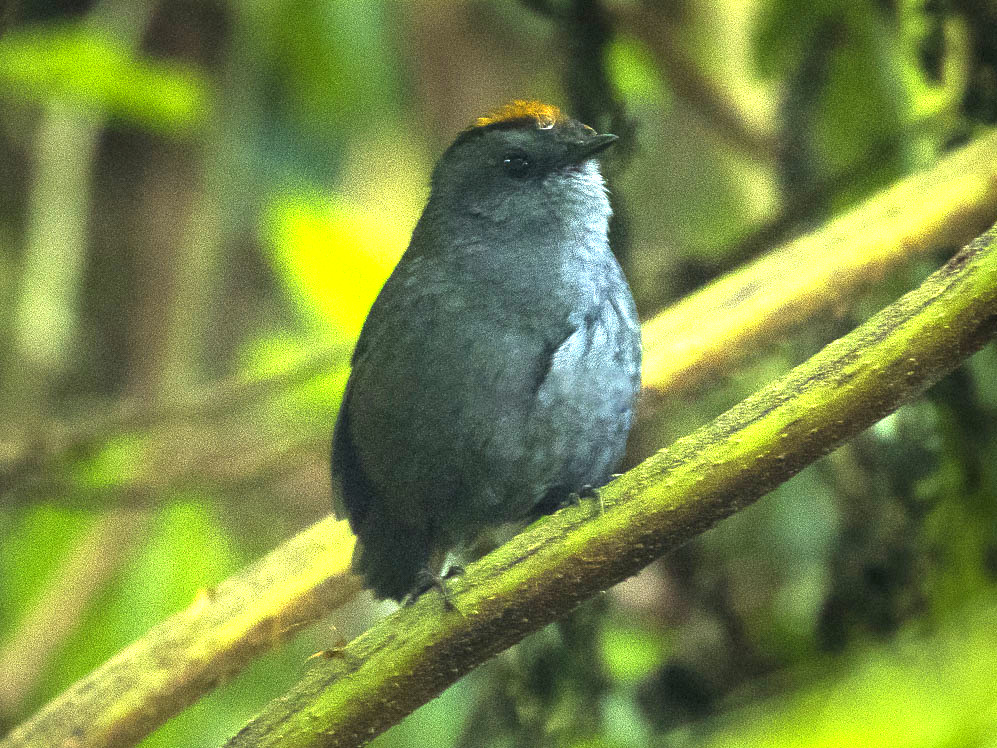
الیکایی توکایی در ارتفاعات مرکزی کاستاریکا

این تنها گونه از سرده Zeledonia است که روابط آن نامشخص بوده است، اما اکنون در کانون توجه قرار گرفته است. گاهی در خانواده خود (که توسط داده‌های ژنتیکی اخیر پشتیبانی می‌شود) یا (به اشتباه) با توکایان قرار می‌گیرد. در حال حاضر توسط برخی از مقامات خانواده سسک‌های جهان جدید قرار داده شده است، ترتیبی که از طریق داده‌های اخیر نیز نادرست است.
نام سرده یادبودی از خوزه کاستولو زلدون، پرنده‌شناس کاستاریکایی است.